# Municipio de Linn (Illinois)
El municipio de Linn (en inglés: Linn Township) es un municipio ubicado en el condado de Woodford en el estado estadounidense de Illinois. En el año 2010 tenía una población de 287 habitantes y una densidad poblacional de 3,03 personas por km².

## Geografía
Según la Oficina del Censo de los Estados Unidos, el municipio tiene una superficie total de 94.84 km², de la cual 94,84 km² corresponden a tierra firme y (0 %) 0 km² es agua.

## Demografía
Según el censo de 2010, había 287 personas residiendo en el municipio de Linn. La densidad de población era de 3,03 hab./km². De los 287 habitantes, el municipio de Linn estaba compuesto por el 96,17 % blancos, el 0,7 % eran afroamericanos y el 3,14 % eran de una mezcla de razas. Del total de la población el 1,05 % eran hispanos o latinos de cualquier raza.